# La Cabane dans les bois
Pour plus de détails, voir Fiche technique et Distribution.
La Cabane dans les bois (The Cabin in the Woods) est un film américain réalisé par Drew Goddard et sorti en 2012. Cette comédie horrifique oscille entre un film d'horreur à part entière et une parodie de films d'horreur.
La Cabane dans les bois raconte l'histoire de cinq étudiants qui vont passer quelques jours de vacances dans une cabane isolée et deviennent les victimes d'une famille de zombies tout en étant surveillés à distance par de mystérieux scientifiques. Drew Goddard a coécrit le scénario avec Joss Whedon, ce dernier ayant aussi produit le film, leur objectif étant de réaliser une satire du genre slasher en revisitant ses stéréotypes. Le tournage s'est déroulé en 2009 mais la sortie du film a longtemps été retardée en raison des difficultés financières de Metro-Goldwyn-Mayer. Le film a connu le succès commercial et a été très bien accueilli par la presse. Il a remporté le Saturn Award du meilleur film d'horreur.

## Synopsis
Cinq étudiants — Dana, Holden, Marty, Jules et Curt — partent passer quelques jours de vacances dans une cabane isolée en pleine forêt. Pendant ce temps, des scientifiques qui préparent une opération les surveillent par l'intermédiaire de caméras alors que des opérations semblables se déroulent en parallèle dans d'autres pays. Un natif de la région au comportement étrange, Mordecai, indique le chemin aux cinq étudiants avant d'entrer en contact avec les scientifiques. À leur arrivée, dans une cabane truffée de caméras cachées, les étudiants explorent les lieux et découvrent une cave remplie d'objets très divers. Dana lit le journal de Patience Buckner, une jeune fille qui aurait vécu un siècle plus tôt et aurait vécu des évènements tragiques, et récite une incantation qui invoque les Buckner, une famille de zombies. Les scientifiques qui les observent avaient pris des paris sur l'objet qui serait utilisé en premier, et le monstre invoqué correspondant.
Curt et Jules, sous l'influence de drogues libérées par les scientifiques qui altèrent leur comportement, sortent faire l'amour et sont attaqués par les zombies. Jules est tuée mais Curt arrive à s'enfuir et prévient les autres. Marty, qui tolère mieux les effets des drogues en raison de sa grande consommation de marijuana, découvre une caméra et comprend que le groupe est manipulé, mais il est attaqué et entraîné sous terre par un des zombies. Dana, Curt et Holden s'enfuient à bord de leur camping-car, mais les scientifiques leur bloquent la route en faisant s'écrouler un tunnel. Curt tente de sauter avec sa moto par-dessus le fossé, mais trouve la mort en se heurtant à un champ de force invisible. Les deux survivants font demi-tour, mais Holden est ensuite tué par un autre zombie caché dans le camping-car et Dana est attaquée à son tour.
Les scientifiques célèbrent leur réussite, d'autant plus que toutes les opérations similaires des autres pays ont échoué, mais s'aperçoivent que Marty est toujours en vie. Marty sauve Dana et l'emmène à un ascenseur souterrain qu'il a découvert. Tous deux voient en descendant une grande variété de créatures emprisonnées, et Dana s'aperçoit qu'un objet que tient l'un d'eux se trouvait dans la cave, comprenant que chaque objet de cette pièce avait pour but de délivrer une créature en particulier. Une équipe de sécurité traque Dana et Marty qui sont sur le point d'être capturés, quand Dana trouve le moyen de libérer les créatures. Ces dernières massacrent les gardes ainsi que les scientifiques alors que Dana et Marty arrivent dans un temple souterrain.
Dana et Marty rencontrent dans le temple la directrice des opérations qui les informe qu'ils étaient les victimes désignées d'un scénario créé dans le but d'apaiser les « anciens », des êtres malveillants qui vivent en dessous de l'installation et sont maintenus endormis par le sacrifice annuel de cinq jeunes gens qui personnifient certains archétypes : la putain (Jules), l'athlète (Curt), l'érudit (Holden), le fou (Marty) et la vierge (Dana), la mort de cette dernière étant optionnelle. L'ordre dans lequel les sacrifiés meurent n'est pas important pourvu que la putain disparaisse la première. Le réveil des anciens étant désormais imminent, puisque tous les rituels à travers le monde ont échoué, et risquant fort de provoquer la destruction de l'humanité, la directrice demande à Dana de tuer Marty. Dana est sur le point de tirer sur Marty, qui est sauvé par l'arrivée d'un loup-garou. Patience Buckner arrive à son tour et tue la directrice, Marty les poussant toutes deux dans le puits des Anciens. Dana et Marty tombent ensuite d'accord sur le fait qu'il est peut-être préférable pour la Terre que l'humanité disparaisse. Ils allument un joint et se prennent la main. La dernière image du film est celle d'une main gigantesque sortant du sol en pulvérisant la cabane.

## Fiche technique
- Titre original : The Cabin in the Woods
- Titre français : La Cabane dans les bois
- Réalisation : Drew Goddard
- Scénario : Drew Goddard et Joss Whedon
- Musique : David Julyan
- Décors : Martin Whist
- Costumes : Shawna Trpcic
- Photographie : Peter Deming
- Montage : Lisa Lassek
- Production : Joss Whedon
- Sociétés de production : Mutant Enemy, Lionsgate, Metro-Goldwyn-Mayer (MGM), United Artists
- Sociétés de distribution : Lionsgate (États-Unis), Metropolitan FilmExport (France)
- Budget : 30 000 000 de dollars[1]
- Pays de production :  États-Unis
- Langue : anglais
- Format : couleurs - 35 mm - 2,35:1 - son Dolby numérique
- Genre : comédie horrifique, fantastique, thriller
- Durée : 95 minutes
- Dates de sortie :
  - Canada, États-Unis : 13 avril 2012
  - Belgique : 25 avril 2012
  - France : 2 mai 2012
- Classification[2] :
  - États-Unis : R
  - France : interdit aux moins de 12 ans

## Distribution

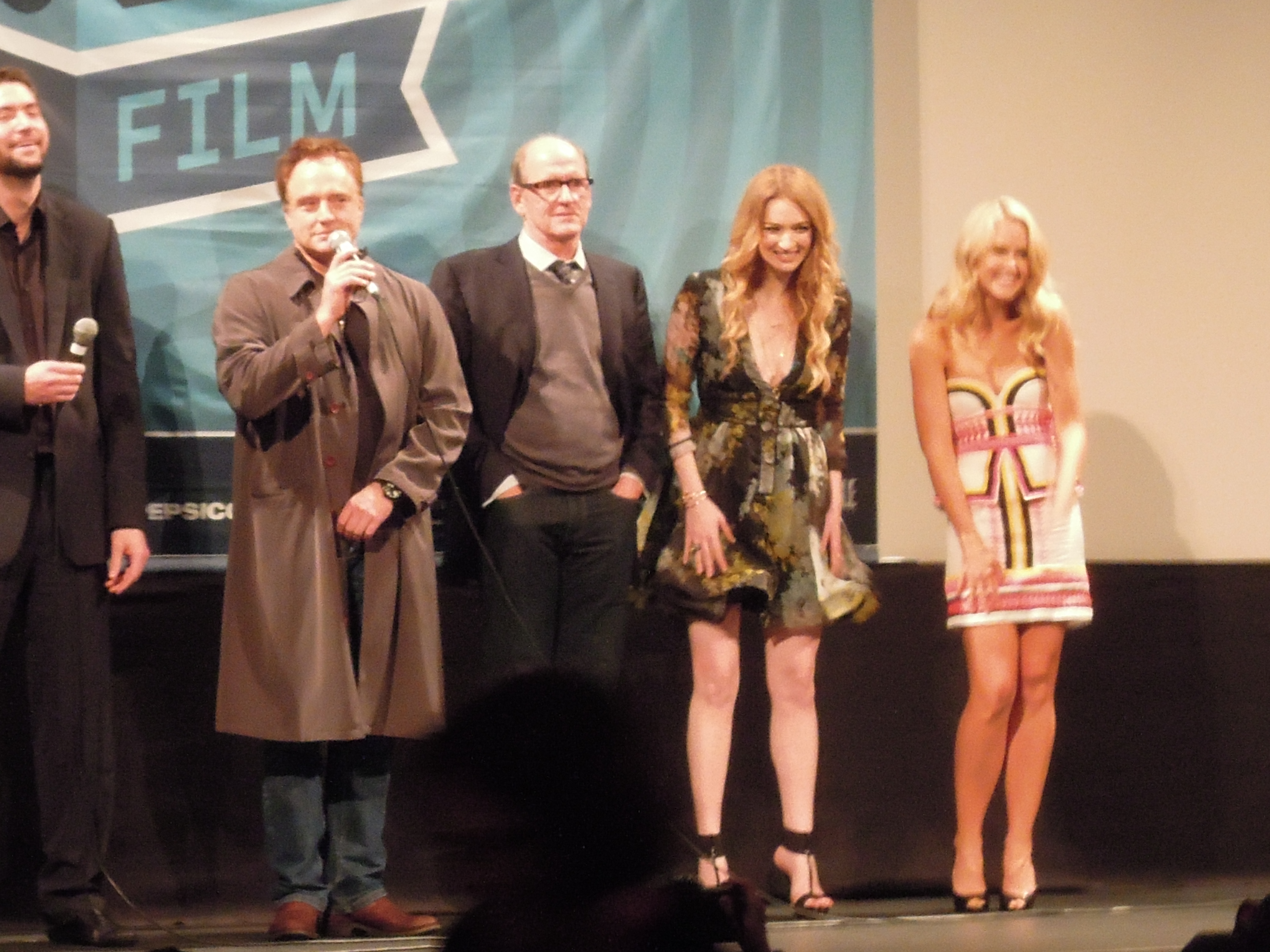
L'équipe du film à une avant-première, en mars 2012.

- Kristen Connolly (VF : Alexandra Garijo et VQ : Kim Jalabert) : Dana Polk
- Chris Hemsworth (VF : Adrien Antoine et VQ : Martin Desgagné) : Curt Vaughan
- Anna Hutchison (VF : Ariane Aggiage et VQ : Catherine Brunet) : Jules Louden
- Fran Kranz (VF : Serge Faliu et VQ : Nicholas Savard L'Herbier) : Marty Mikalski
- Jesse Williams (VF : Geoffrey Vigier - VQ : Gabriel Lessard) : Holden McCrea
- Richard Jenkins (VF : Michel Derain et VQ : Jean-Luc Montminy) : Gary Sitterson
- Bradley Whitford (VF : Daniel Lafourcade et VQ : Alain Zouvi) : Steve Hadley
- Brian J. White (VF : Namakan Koné) : Daniel Truman
- Amy Acker (VF : Léa Gabriele et VQ : Annie Girard) : Wendy Lin
- Sigourney Weaver (VF : Sylvie Genty et VQ : Anne Dorval) : la directrice
- Tim de Zarn (VQ : Manuel Tadros) : Mordecai
- Jodelle Ferland : Patience Buckner
- Dan Payne : Mathew Buckner
- Matt Drake : Judah Buckner
- Dan Shea : le père Buckner
- Maya Massar : la mère Buckner
- Tom Lenk (VQ : François Godin) : Ronald le stagiaire
- Terry Notary : le clown (non crédité)

Sources doublage : AlloDoublage (VF) et doublage.qc.ca (VQ)

## Production

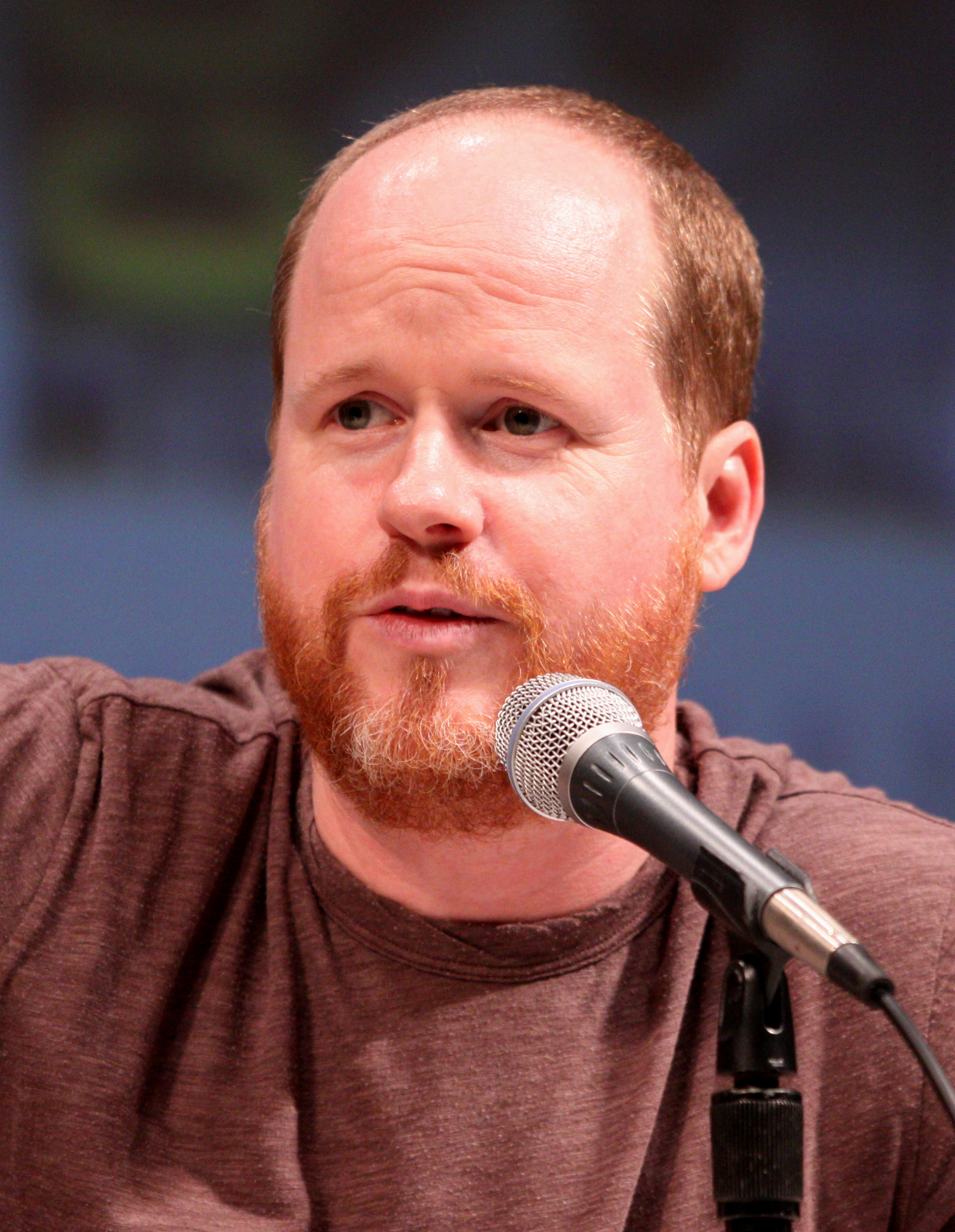
Le co-scénariste Joss Whedon en 2010, l'année de sortie originellement prévue pour le film.

Drew Goddard et Joss Whedon se connaissent depuis le second a engagé le premier dans son équipe de scénaristes pour les séries Buffy contre les vampires et Angel. Tous deux écrivent le scénario du film en trois jours, à raison de 15 pages par jour chacun, l'idée générale étant de revitaliser le genre slasher tout en réalisant une satire du cinéma gore. Joss Whedon explique que le film est à la fois une déclaration d'amour et de haine pour le genre, un pur divertissement d'un certain côté mais aussi une analyse sérieuse de ce que Drew Goddard et lui adorent et détestent dans les films d'horreur. Joss Whedon déclare aimer « être effrayé, le mélange de frisson et d'horreur, l'objetisation et l'identification qui consiste à vouloir que les personnages s'en sortent mais espérer en même temps qu'ils explorent des endroits sombres et affrontent quelque chose d'horrible » alors qu'il déteste « les jeunes acteurs jouant comme des idiots et la tendance actuelle vers le torture porn et les longues séries de punitions sadiques ».
Chris Hemsworth signe pour le film sans lire le scénario en se basant sur la réputation de Joss Whedon. Inconnu au moment du tournage, il est devenu une star à la sortie du film pour son rôle dans Thor, tourné par la suite. Whedon engage aussi pour des rôles plus ou moins importants des acteurs avec qui il a l'habitude de travailler comme Amy Acker, Fran Kranz et Tom Lenk. Lors des auditions, Whedon et Goddard font jouer aux acteurs de fausses scènes qu'ils ont écrites afin de voir ce que le personnage donnerait dans un contexte différent.
La société d'effets spéciaux AFX Studio est chargée de créer la soixantaine de créatures différentes présentes dans le film. Environ 70 personnes s'attellent à la tâche dans un gigantesque atelier pendant presque trois mois pour finir juste à temps pour le début du tournage. Le tournage commence le 9 mars 2009 à Vancouver et se poursuit dans cette ville ainsi que dans le parc provincial de Coquihalla Canyon pour se terminer le 29 mai. Tout le complexe souterrain est créé dans des décors mais l'institut de technologie de la Colombie-Britannique est utilisé pour le tournage de quelques plans larges. Le chef décorateur Martin Whist recherche pour le complexe un design un peu futuriste mais très utilitaire et sans identité propre et donne à la cabane un style « ruée vers l'or en Californie ».

## Sortie et accueil

### Date de sortie
La sortie du film est initialement prévue pour le 5 février 2010 avant d'être reportée au 14 janvier 2011 pour qu'il puisse être converti pour la 3D. Toutefois, la production du film connait une longue traversée du désert car la Metro-Goldwyn-Mayer, qui devait le distribuer, doit faire face à de graves déboires financiers. La nouvelle direction de la MGM cherche à revendre les droits du long-métrage et c'est la firme canadienne Lionsgate qui les rachète en avril 2011 pour une sortie planifiée un an plus tard. Joss Whedon décrit le rachat des droits par Lionsgate comme « un rêve » car la plupart des films ayant inspiré La Cabane dans les bois ont été distribués par cette compagnie. La première projection publique du film se déroule à l'occasion du festival South by Southwest d'Austin le 9 mars 2012.

### Accueil critique
La Cabane dans les bois reçoit en grande majorité des critiques positives. L'agrégateur Rotten Tomatoes rapporte que 92 % des 283 critiques ont donné un avis positif sur le film, avec une note moyenne de 7,8⁄10. L'agrégateur Metacritic donne une note de 72⁄100 indiquant des « critiques positives » sur la base de 40 critiques collectées.
Roger Ebert du Chicago Sun-Times lui donne 3 étoiles sur 4, affirmant que malgré une construction manquant de fermeté, le concept est courageux et « devient de plus en plus dingue à mesure que le film avance », celui-ci étant comparé à un « puzzle que les fans de films d'horreur doivent résoudre ». Pour Peter Travers, de Rolling Stone, qui lui donne 3,5 étoiles sur 4, le film est « diaboliquement divertissant » et « fait jaillir quelques surprises effrayantes » sous ses dehors « malicieux et retors ». Travers salue aussi particulièrement l'interprétation de Kristen Connolly et Fran Kranz. Jamie Graham, de Total Film, estime que le scénario « astucieux et espiègle » de Goddard et Whedon est une « célébration postmoderne ainsi qu'une dissection du genre horrifique », « la beauté du film » résidant dans le fait qu'il prend des références un peu partout et « les mélange dans un divertissement plein d'énergie ». Et Claudia Puig, de USA Today, lui donne 3 étoiles sur 4, évoquant un film « bien plus amusant qu'effrayant » dont il vaut mieux en savoir le moins possible « pour un maximum de plaisir » car l'intrigue est « intentionnellement familière » mais a été « concoctée avec soin et malice ». Puig affirme aussi que Richard Jenkins et Bradley Whitford sont « particulièrement divertissants dans leurs rôles de cadres moyens ».
Parmi les critiques négatives, A. O. Scott du New York Times affirme que « trop d'intelligence manifeste gâche les frissons idiots mais efficaces » et qu'en dépit de « l'ingéniosité évidente et de l'énergique travail effectué, le film ne fonctionne pas tout à fait ». Et Betsy Sharkey, du Los Angeles Times, estime que Goddard et Whedon « ont été tellement accaparés par la satire qu'ils en ont oublié de susciter la terreur et les frissons qui font en partie l'attrait du genre ».
Sur le site français Allociné, la note moyenne des critiques recensées de la presse françaises est de 3,5 sur 5. Pour Laurent Djian, de Studio Ciné Live, derrière un « postulat volontairement archi-rebattu, le cinéaste jubile à en dynamiter les conventions » avec un « scénario à la fois déconnant et d'une perversité inouïe » et un final au « bestiaire ahurissant, qui compte parmi les scènes les plus inventives jamais vues sur la planète fantastico-gore ». Yann Lebecque, de L'Écran fantastique, « applaudit l'exploit de l'équipe, parvenant à faire de toutes les faiblesses inhérentes au thème de véritables forces de frappes ». Dans Première, Mathieu Carratier évoque une « réflexion meta et décomplexée sur le cinéma d’épouvante US, ceux qui le regardent et ceux qui le font. Une entreprise de déconstruction souvent brillante qui se paie le luxe de railler le genre et d’en procurer au même moment tous les frissons, culminant lors d’un final vertigineux que vous n’aurez certainement pas vu venir ». Jean-Baptiste Herment, de Mad Movies, évoque un film à la fois « dense, drôle et unique ». Pour Philippe Rouyer de la rue Positif, le film est une « bonne surprise » qui « feint de reprendre les clichés de films d'horreur à la Evil Dead pour mieux les railler » dans une « mise en abyme joyeuse ». Florence Maillard, des Cahiers du cinéma, considère que, malgré un « assez vain second degré » et une « certaine absence de trouble », c'est un « film malin » sans être prétentieux avec une « écriture dynamique et ouverte au jeu » et une « très drôle accélération finale ».
Du côté des critiques mitigées ou négatives, Bruno Icher, de Libération, affirme que le scénario de cette « métaphore, tantôt drôle, parfois pataude, du rapport névrotique que l’amateur de ce mauvais genre entretient avec ses films » est « astucieux à défaut d’être brillant » mais manie une « ironie un peu facile ». Et Nicolas Didier, de Télérama, trouve dommage « que le réalisateur, après un début original, presque épuré, ait versé dans le new age rococo et indigeste ».

### Box-office
Le film sort en Amérique du Nord le 13 avril 2012 dans 2 811 salles de cinéma, rapportant 14 743 614 $ de recettes au box-office pour son premier week-end d'exploitation. Il rapporte au total 66 486 080 $ au box-office mondial, dont 42 073 277 $ aux États-Unis et au Canada. Il réalise 313 947 entrées en France.
| Pays         | Box-office   | Pays                | Box-office | Pays        | Box-office |
| ------------ | ------------ | ------------------- | ---------- | ----------- | ---------- |
| +            | 42 073 277 $ | Thaïlande           | 682 390 $  | Hong Kong   | 380 028 $  |
| Royaume-Uni  | 8 530 392 $  | Turquie             | 664 083 $  | Autriche    | 343 291 $  |
| France       | 2 367 009 $  | Grèce               | 606 453 $  | Pérou       | 281 464 $  |
| Russie       | 2 330 529 $  | Norvège             | 495 037 $  | Australie   | 263 084 $  |
| Allemagne    | 1 723 749 $  | Pologne             | 462 548 $  | Chili       | 242 430 $  |
| Italie       | 1 527 772 $  | Belgique            | 448 611 $  | Finlande    | 202 317 $  |
| Corée du Sud | 1 388 307 $  | Malaisie            | 440 855 $  | Philippines | 180 368 $  |
| Pays-Bas     | 794 643 $    | Émirats arabes unis | 415 533 $  | Suède       | 164 704 $  |
| Mexique      | 752 928 $    | Singapour           | 410 389 $  | Équateur    | 158 265 $  |
| Argentine    | 742 359 $    | Colombie            | 382 059 $  | Portugal    | 125 323 $  |

## Distinctions
Le film a remporté le Saturn Award du meilleur film d'horreur ainsi que le prix Bram Stoker du meilleur scénario.
Il a également été notamment sélectionné pour le prix Hugo du meilleur long-métrage, le Saturn Award du meilleur scénario, et l'Empire Award du meilleur film d'horreur.